# Єфремов Михайло Григорович
Єфре́мов Миха́йло Григо́рович (27 лютого (11 березня) 1897, Таруса, Калузька губернія — 19 квітня 1942, с. Жари, Вяземський район, Смоленської області)  — радянський воєначальник, генерал-лейтенант (1940), Герой Російської Федерації (1996; посмертно), командувач військами округів, армій та фронту за роки Другої світової війни.

## Життєпис
Народився 27 лютого (11 березня) 1897 року у місті Тарусі Калузької губернії (нині Калузької області) в міщанській родині. Учасник Першої світової війни. У вересні 1915 року мобілізований на військову службу та зарахований рядовим у 55-й запасний піхотний батальйон. У червні 1916 року після закінчення Телавської школи прапорщиків відправлений на фронт і зарахований прапорщиком до 1-го Івангородського окремого артилерійського дивізіону. У складі цього підрозділу брав участь у боях на Західному фронті. У січні 1917 року був поранений та евакуйований до Москви.
З жовтня 1917 року в Червоній гвардії у складі 1-го Замоскворецького червоногвардійського загону. Брав участь у Жовтневому перевороті у Москві.
З лютого 1918 року у складі Червоної армії, інструктор важкого артилерійського дивізіону 1-ї Московської радянської піхотної дивізії. Після перетворення їх у Особливу Московську окрему піхотну бригаду командував ротою, зведеним батальйоном, загоном. У серпні 1919 року разом із бригадою убув на Південний фронт, де брав участь у боях з військами генерала А. І. Денікіна. У березні 1919 р. призначений начальником Судноплавної охорони та оборони Астраханського краю. У травні того ж року вступив у командування 13-м окремим піхотним Астраханським полком, одночасно з вересня був начальником військ зовнішньої охорони та оборони залізниць 11-ї армії РСЧА.
На чолі полку брав участь у обороні Астрахані та з січня 1920 року — у Північно-Кавказькій операції та окупації Кавказу. З квітні 1920 року — начальник бойової ділянки залізниць 11-ї армії. 27 квітня 1920 року під час Бакинської операції очолював 4 бронепоїзди з десантом, які протягом 23 годин опанували Баку. Потім, залишивши на прикритті Баку 2 бронепоїзди, з двома іншими попрямував до району Гянджі, де брав участь у придушенні та розгромі військ мусаватистів. За «блискуче виконання бойового наказу щодо взяття м. Баку» Єфремов М. Г. був нагороджений Золотою іменною шаблею, а Постановою Ревкому Азербайджанської РСР нагороджений 2-м орденом Червоного Прапора АзССР. З травня 1920 року — командир окремої зведеної бригади на правах начальника дивізії, а в червні того ж року призначений начальником військ охорони й оборони залізниць АзССР. З вересня 1920 р. — командир та комісар Особливого окремого корпусу, який дислокувався у районі м. Грозний, рік Терек та Сунжа. На цій посаді брав участь у придушенні повстання у Чечні. З лютого 1921 р. — начальник та комісар 33-ї стрілецької дивізії.
У липні 1921 року Єфремова призначили начальником та військкомом 2-х Московських командних курсів. З грудня 1921 — командувач Карельським бойовою ділянкою південної завіси, брав участь у придушенні Карельського повстання 1922 р. З травня 1922 року — помічник командира, потім командир та комісар 14-ї стрілецької дивізії. У березні 1924 року його було призначено командиром і комісаром 19-ї Воронезької стрілецької дивізії Московського ВО. З грудня 1926 року був військовим радником у Китаї (Кантон). У листопаді 1927 року після повернення призначений командиром і комісаром 18-ї Ярославської стрілецької дивізії Московського військового округу. 1927 році призначений командиром і комісаром 3-го стрілецького корпусу. У грудні 1930 року зарахований слухачем до Військової академії РСЧА ім. М. В. Фрунзе, після закінчення навчання у травні 1933 р. призначений командиром і комісаром 12-го стрілецького корпусу Приволзького ВО.
У 1935 році отримав звання комдива.
Потім М. Г. Єфремов командував військами низки військових округів: з травня 1937 р. — Приволзького, з листопада — Забайкальського, з липня 1938 р. — Орловського, з червня 1940 р. — Північно-Кавказького, з серпня — Закавказького. У 1938 р. був викликаний до Москви, де взяий під домашній арешт співробітниками НКВС за підозрою у зв'язках з «ворогом народу» Тухачевським. Проте, після двомісячних допитів, Єфремова з під арешту було звільнено.
У лютому 1939 р. йому присвоєно військове звання командарма 2-го рангу, а 4 червня 1940 р. — генерал-лейтенанта.
У січні 1941 року генерал-лейтенанта Єфремова М. Г. призначено першим заступником генерал-інспектора піхоти Червоної Армії.
У липні 1941 року генерал-лейтенант М. Г. Єфремов призначений командувачем 21-ї армії Центрального фронту, яка брала участь у Смоленській битві. 7 серпня став командувачем військами Центрального фронту. Майже до кінця серпня 1941 р. війська фронту під його командуванням стримували наступ Вермахту, не давши їм завдати удару у фланг і тил Південно-Західного фронту. З 25 серпня — заступник командувача військ Брянського фронту. Наприкінці вересня очолив 10-ту армію, що перебувала на формуванні на південно-західному напрямку на Донбасі з безпосереднім підпорядкуванням Ставці ВГК. Однак у зв'язку з проривом фронту противником на західному напрямку подальше формування армії було припинено, війська, що надійшли, передали на посилення армій Південного фронту, польове управління передислоковано в район міста Серпухова, де почалося формування управління Калінінського фронту. З жовтня 1941 року — командувач 33-ї армії Західного фронту, війська якої в цей час брали участь у Можайсько-Малоярославецькій оборонній операції, діючи на Наро-фомінському напрямку.
З 12 грудня 1941 року з'єднання 33-ї армії під його командуванням брали участь у контрнаступі під Москвою та загальному зимовому наступі Червоної армії на західному напрямку. В ході боїв 33-тя армія звільнила міста Наро-Фомінськ, Боровськ та Верею. На початку лютого 1942 року армія вийшла в район на південний схід від Вязьми і у взаємодії з 1-м гвардійським кавалерійським корпусом намагалася з ходу опанувати містом. Німецькі війська сильними контрударами відрізали частину сил армії та кавалерійський корпус від основних сил Західного фронту. Діючи в тилу ворога, війська 33-ї армії у взаємодії з 1-м гвардійським кавалерійським та 4-м повітрянодесантним корпусами, а також партизанськими загонами, утримували великий район, сковуючи значні сили ворога.
У квітні 1942 року, під час прориву військ армії з оточення біля деревні Жари В'яземського району Смоленської області генерал-лейтенант М. Г. Єфремов був важко поранений. За офіційною версією, 19 квітня 1942 року, намагаючись уникнути полону, генерал застрелився. За іншою версією, вбитого в бою генерала на ношах бійці виносили з оточення десятки кілометрів, але все ж таки були заблоковані німцями. Начальник штабу 5-го армійського корпусу Вермахту генерал Артур Шмідт, який довідався кого переносили бійці у тил, наказав поховати генерала Єфремова з відданням військових почестей. На похованні, де він також був особисто присутній, Шмідт вимовив слова, які увійшли в історію: «Доблестна армія фюрера поважає таку мужність! Воюйте за Німеччину так, як генерал Єфремов воював за Радянський Союз!». На могилі генерала в н.п. Слободка на Смоленщині було встановлено табличку двома мовами. 
В подальшому, після  звільнення цих місць радянськими військами, прах генерала Єфремова М.Г. було перенесено з н.п. Слободка Знаменського району та урочисто перепоховано у місті Вязьмі на Катерининському цвинтарі.

## Нагороди
Указом Президента Російської Федерації від 31 грудня 1996 року № 1792 «за мужність і героїзм, виявлені у боротьбі з німецько-фашистськими загарбниками у Великій Вітчизняній війні 1941—1945 років» генерал-лейтенанту Єфремову Михайлу Григоровичу посмертно присвоєне звання Героя Російської Федерації.